# Willy Bender
Willy Frederik Bender (født 28. marts 1916 i København, død 10. oktober 1974) var chauffør og modstandsmand fra Brønshøj. Han var 1945 indsat i Frøslevlejren for sine modstandsaktiviteter.
Bender blev arresteret for at deltage i modstandsarbejde 16. marts 1945, pga sit kendskab til et illegalt våbendepot blev han dømt for almen illegal aktivitet og sendt til Frøslevlejren hvor han ankom 13. april. Kort efter blev han frigivet, men var da tvungen at flygte til Sverige 25. maj.